# Баккен, Джилл
Джилл Баккен (англ. Jill Bakken, 25 января 1977, Портленд) — американская бобслеистка, выступавшая за сборную США во второй половине 1990-х — первой половине 2000-х годов. В 2002 году соревновалась на зимних Олимпийских играх в Солт-Лейк-Сити и в качестве рулевой в паре с Вонеттой Флауэрс выиграла золотую медаль, ставшую единственным её достижением на международном уровне. Лучший результат на Кубке мира спортсменка показала в сезоне 1999—2000, заняв по итогам всех заездов второе место.
Баккен окончила Восточный Вашингтонский университет, студенткой которого была с 2005 года. Кроме того, она посещала Университет Юты и Университет штата Орегон, где играла в футбол.
В настоящий момент Джилл Баккен вместе со своим мужем Флорианом Линдером занимается подготовкой сборной команды Канады по бобслею. Кроме спорта является солдатом армии США.